# Нихоммацу (княжество)
Княжество Нихоммацу (яп. 二本松藩 Нихоммацу-хан) — феодальное княжество (хан) в Японии периода Эдо (1627—1871). Нихоммацу-хан располагался в южной части провинции Муцу (современная префектура Фукусима) на острове Хонсю.

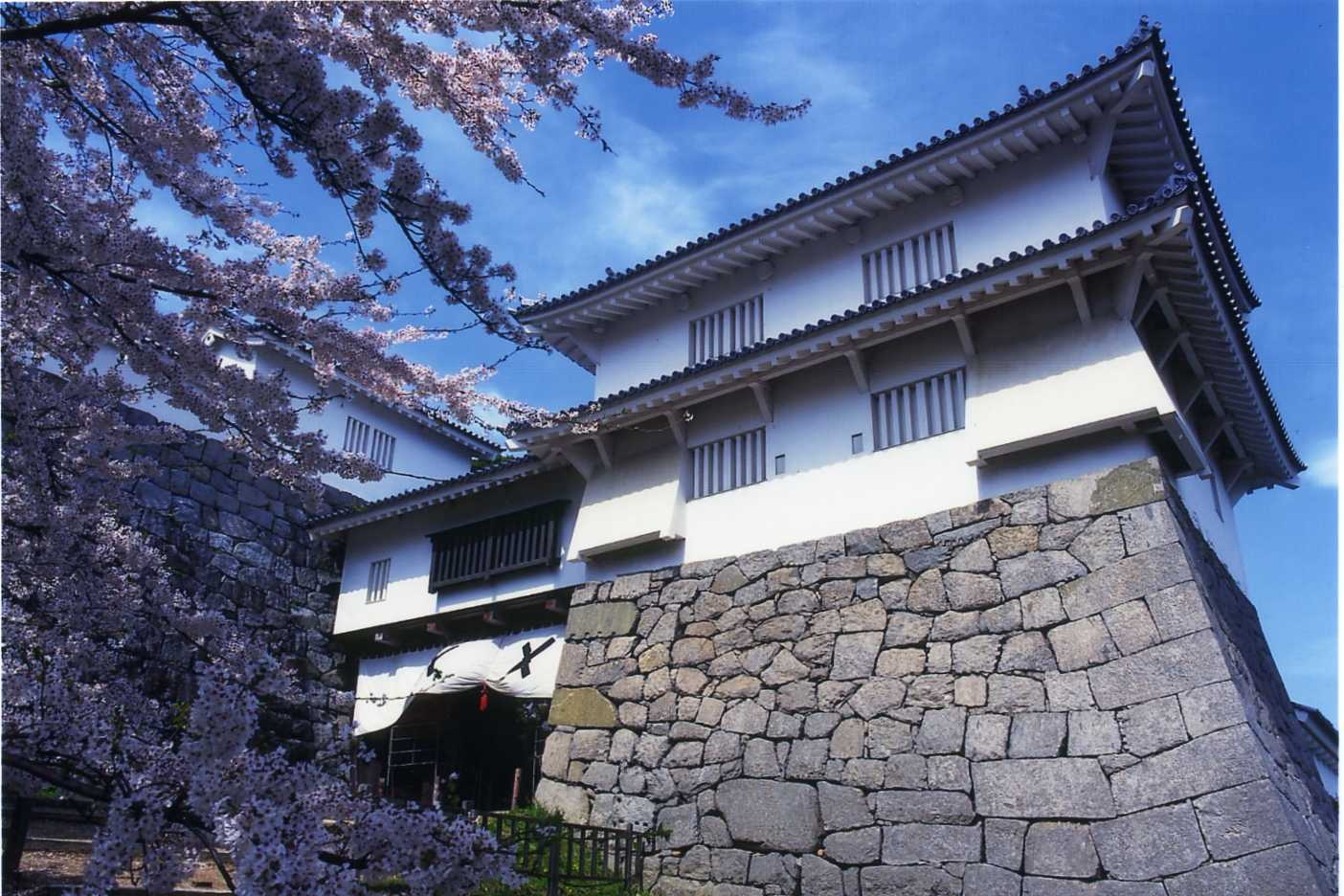
Замок Нихоммацу, административный центр княжества Нихоммацу

Административный центр хана: замок Нихоммацу в провинции Муцу (современный город Нихоммацу, префектура Фукусима). На протяжении большей части истории княжество находилось под властью клана Нива. Нихоммацу-хан также стал ареной одного из сражений Войны Босин (1868—1869).

## История
В конце периода Камакура и в периоде Муромати территория вокруг Нихоммацу находилась под властью рода Хатакэяма. В 1586 году Датэ Масамунэ уничтожил род Хатакэяма и аннексировал принадлежащую им территорию. После осады замка Одавара (1590) Тоётоми Хидэёси создал княжество Айдзу для рода Гамо. Позднее Тоётоми Хидэёси уменьшил территорию рода Гамо, передав Нихоммацу и прилегающие земли Асано Нагамасе (1546—1611). В 1598 году Айдзу-хан вместе с территорией Нихоммацу был передан роду Уэсуги. После битвы при Сэкигахаре в 1601 году Токугава Иэясу перевел Уэсуги Кагэкацу в Ёнэдзава-хан (провинция Дэва) с доходом 300 000 коку риса. Район Нихоммацу вновь был возвращен под властью рода Гамо. Вскоре княжество испытало ряд стихийных бедствий, в том числе сильное наводнение, плохая похода и наводнения, что привело к неурожаям и массовому голоду. В свою очередь эти причины привели к крестьянским восстаниям. В 1627 году род Гамо был переведен из Айдзу-хана в провинцию Иё на острове Сикоку.
В 1627 году домен Нихоммацу-хан был восстановлен для Мацуситы Сигэцуны (1579—1627), правившего ранее в Карасуяма-хане в провинции Симоцукэ. Его доход был равен 50 000 коку. Через несколько месяцев после переезда в Нихоммацу Мацусита Сигэцуна скончался, а его сын и преемник, Мацусита Нагацуна (1610—1658), зять Като Ёсиаки, в 1628 году был переведен в гораздо меньший Михару-хан в провинции Муцу.
В 1628 году новым правителем Нихоммацу-хана был назначен Като Акитоси (1599—1641), третий сын Като Ёсиаки, который ранее являлся владельцем Михару-хана (1627—1628). Род Като предпринял шаги, чтобы увеличить свои доходы за счёт развития новых рисовых земель и развивая не рисовые источники дохода. Тем не менее, усилия рода Като был осложнены требованиями сёгуната Токугава по военной поддержке по охране северной границы с Эдзо. Ситуация стала критической в 1642—1643 годах после неурожая. Многие крестьяне были вынуждены продавать себя в рабство, чтобы выплатить высокие налоги, что привело к волнениям и даже восстаниям. В 1641 году род Като был заменен родом Нива, который ранее правил в княжестве Сиракава, с увеличением рисового дохода (кокудара) до 100 700 коку.
Род Нива перестроил замок Нихоммацу и реформировал финансовое положение в княжестве. Род Нива управлял Нихоммацу-ханом до Реставрации Мэйдзи. Во время битвы при Сэкигахаре в 1600 году род Нива сражался на стороне западной коалиции под командованием Исида Мицунари против Токугава Иэясу, но получил во владение Нихоммацу-хан из-за родственных связей с Токугавой Хидэтадой. Несмотря на налоговую, бюджетную и земельную реформы, княжество оказалось в глубоких долгах, которые были осложнены в правлением Нивы Нагаёси, 7-го даймё, великим голодом в период Тэммэй. Нива Нагатоми, 9-й даймё Нихоммацу-хана, построил княжескую школу. При нем некоторые из его старших дружинников похитили денежную сумму в размере 3400 рё. Княжество также сильно пострадало в голод годов Тэмпо (1833—1837).
В период Бакумацу Нива Нагакуни, 10-й даймё Нихоммацу-хана, был назначен защищать залив Эдо, а в начале войны Босин перешел на сторону Северного союза ханов. Княжество потерпело поражение в битве против Союза Саттё, замок Нихоммацу был сожжен, а даймё Нива Нагакуни был вынужден бежать в Ёнэдзаву. Его преемник, Нива Нагахиро, 11-й даймё Нихоммацу-хана, заключил мир с императорским правительством Мэйдзи, которое уменьшило его рисовый доход до 50 000 коку.
В июле 1871 года после административно-политической реформы Нихоммацу-хан был ликвидирован. На территории бывшего княжества первоначально была создана префектуры Нихоммацу, которая позднее стала частью префектуры Фукусима.

## Список даймё
| #                                | Имя и годы жизни                             | Годы правления | Титул                                 | Ранг                        | Кокудара              | Примечания                                                          |
| -------------------------------- | -------------------------------------------- | -------------- | ------------------------------------- | --------------------------- | --------------------- | ------------------------------------------------------------------- |
| Род Мацусита (тодзама) 1627—1628 |                                              |                |                                       |                             |                       |                                                                     |
| 1                                | Мацусита Сигэцуна (1579-1627) (яп. 松下重綱) | 1627-1627      | Ивами-но-ками (石見守)                | Пятый нижний (従五位下)     | 30,000 коку           | Второй сын Мацуситы Юкицуны (1537—1598)                             |
| 2                                | Мацусита Нагацуна (1610-1658) (яп. 松下長綱) | 1627-1628      | Ивами-но-ками (石見守)                | Пятый нижний (従五位下)     | 30,000 коку           | Сын предыдущего                                                     |
| Род Като (тодзама) 1628—1641     |                                              |                |                                       |                             |                       |                                                                     |
| 1                                | Като Акитоси (1599-1641) (яп. 加藤明利)      | 1628-1641      | Minbu-daiyu (民部大輔)                | Пятый нижний (従五位下)     | 30,000 коку           | Третий сын Като Ёсиаки (1563—1631), даймё Айдзу-хана (1627—1631)    |
| Род Нива (тодзама) 1641—1871     |                                              |                |                                       |                             |                       |                                                                     |
| 1                                | Нива Мицусигэ (1622-1701) (яп. 丹羽光重)     | 1643-1679      | Sakyo-no-daifu (左京大夫); Jiju(侍従) | Четвертый нижний (従四位下) | 100,700 коку          | Сын Нивы Нагасигэ (1571—1637), 1-го даймё Сиракава-хана (1628—1638) |
| 2                                | Нива Нагацугу (1643-1698) (яп. 丹羽長次)     | 1679-1698      | Sakyo-no-daifu (左京大夫);            | Четвертый нижний (従四位下) | 100,700 коку          | Старший сын предыдущего                                             |
| 3                                | Нива Нагаюки (1656-1701) (яп. 丹羽長之)      | 1698-1700      | Этидзэн-но-ками (越前守)              | Пятый нижний (従五位下)     | 100,700 коку          | Второй сын Нивы Мицусигэ                                            |
| 4                                | Нива Хидэнобу (1690-1728) (яп. 丹羽秀延)     | 1701-1728      | Sakyo-no-daifu (左京大夫);            | Четвертый нижний (従四位下) | 100,700 коку          | Старший сын предыдущего                                             |
| 5                                | Нива Такахиро (1707-1769) (яп. 丹羽高寛)     | 1728-1745      | Sakyo-no-daifu (左京大夫);            | Четвертый нижний (従四位下) | 100,700 коку          | приёмный сын предыдущего                                            |
| 6                                | Нива Такаясу (1730-1766) (яп. 丹羽高庸)      | 1745-1765      | Вакаса-но-ками (若狭守);              | Четвертый нижний (従四位下) | 100,700 коку          | Старший сын предыдущего                                             |
| 7                                | Нива Нагаёси (1756-1796) (яп. 丹羽長貴)      | 1766-1796      | Sakyo-no-daifu (左京大夫); Jiju(侍従) | Четвертый нижний (従四位下) | 100,700 коку          | Старший сын предыдущего                                             |
| 8                                | Нива Нагаакира (1780-1813) (яп. 丹羽長祥)    | 1796-1813      | Sakyo-no-daifu (左京大夫);            | Четвертый нижний (従四位下) | 100,700 коку          | Старший сын предыдущего                                             |
| 9                                | Нива Нагатоми (1803-1866) (яп. 丹羽長富)     | 1813-1858      | Sakyo-no-daifu (左京大夫); Jiju(侍従) | Четвертый нижний (従四位下) | 100,700 коку          | Старший сын предыдущего                                             |
| 10                               | Нива Нагакуни (1834-1904) (яп. 丹羽長国)     | 1858-1868      | Sakyo-no-daifu (左京大夫); Jiju(侍従) | Четвертый нижний (従四位下) | 100,700 коку          | Старший сын предыдущего                                             |
| 11                               | Нива Нагахиро (1859-1886) (яп. 丹羽長裕)     | 1868-1871      | нет                                   | Пятый (五位下)              | 100,700 → 50,700 коку | Зять предыдущего                                                    |

## Галерея

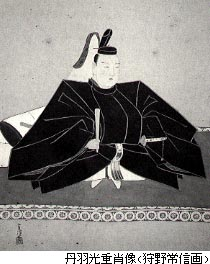
Нива Мицусигэ, 1-й даймё Нухаммацу-хана
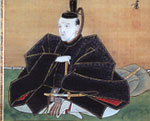
Нива Нагацугу, 2-й даймё Нухаммацу-хана
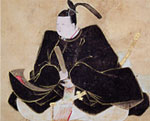
Нива Нагаюки, 3-й даймё Нухаммацу-хана
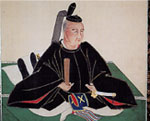
Нива Хидэнобу, 4-й даймё Нухаммацу-хана
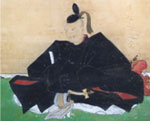
Нива Такахиро, 5-й даймё Нухаммацу-хана
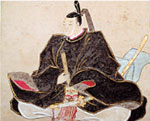
Нива Такаясу, 6-й даймё Нухаммацу-хана
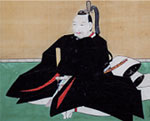
Нива Нагаёси, 7-й даймё Нухаммацу-хана
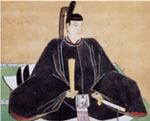
Нива Нагаакира, 8-й даймё Нухаммацу-хана
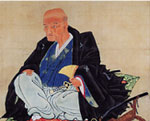
Нива Нагатоми, 9-й даймё Нухаммацу-хана
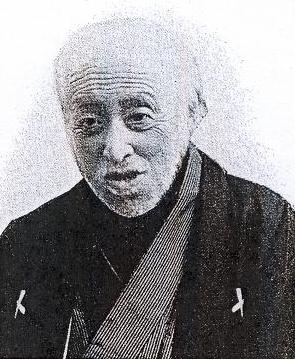
Нива Нагакуни, 10-й даймё Нухаммацу-хана
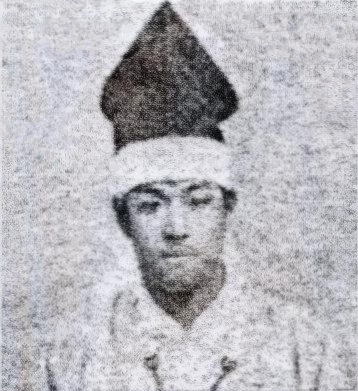
Нива Нагахиро, последний даймё (11-й) Нухаммацу-хана